# ウィリアム・ジョージ・ジョーダン
ウィリアム・ジョージ・ジョーダン（William George Jordan、1864年3月6日 - 1928年4月20日）は、アメリカ合衆国のエッセイスト、編集者。1900年代初めの最も偉大なエッセイストの一人。ニューヨーク州ニューヨーク市出身。

## 経歴
1884年、ニューヨーク市立大学シティカレッジを卒業後、「ブック・チャット」(Book Chat)の編集者として文学の道に進む。
後に、「カレント・リタレチャー」(Current Literature)の編集者になる。
また、1900年代初めに多くの宗教や自助努力に関する書籍を執筆した。
中でも「平穏の威厳」(The Majesty of Calmness)は、特に有名である。

## 作品
- The Majesty of Calmness (平穏の威厳)
- The Kingship of Self-Control

世界を征服するより、自分を征服せよ(訳:弓場隆)
シンプルに考えれば、強くなれる(訳:山田敏子)
- Mental Training (メンタル・トレーニング)
- The Power of Truth (真実の力)
- The Power of Peace (平和の力)
- The Power of Purpose (目的の力)
- The Crown of Individuality

## 語録
- Into the hands of every individual is given a marvelous power for good or evil--the silent, unconscious, unseen influence of his life. This is simply the constant radiation of what man really is, not what he pretends to be. (The Majesty of Calmness)

人の持つ善や悪を行う力が、人知れず無意識の内に絶えず周囲を左右している。強い力だが実はそれは行動や外見ではなく、人の本性の現れなのだ。(平穏の威厳より)